# Medalhistas olímpicos do basquetebol
O basquetebol é um esporte coletivo disputado em Jogos Olímpicos desde 1936, com o torneio masculino. O feminino foi introduzido em 1976. Estes são os medalhistas olímpicos do esporte:

## Masculino

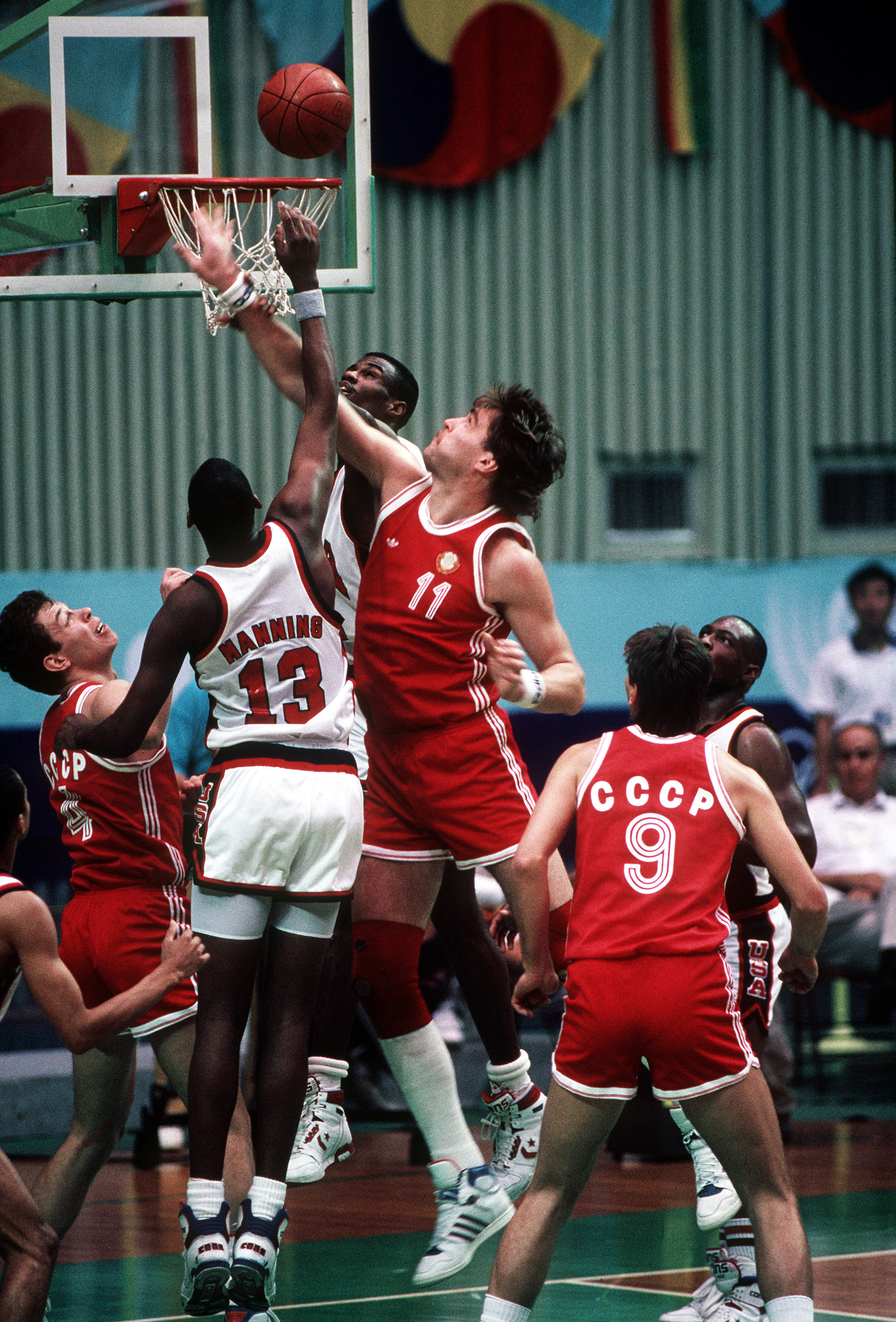
Partida entre Estados Unidos e União Soviética nos Jogos de 1988

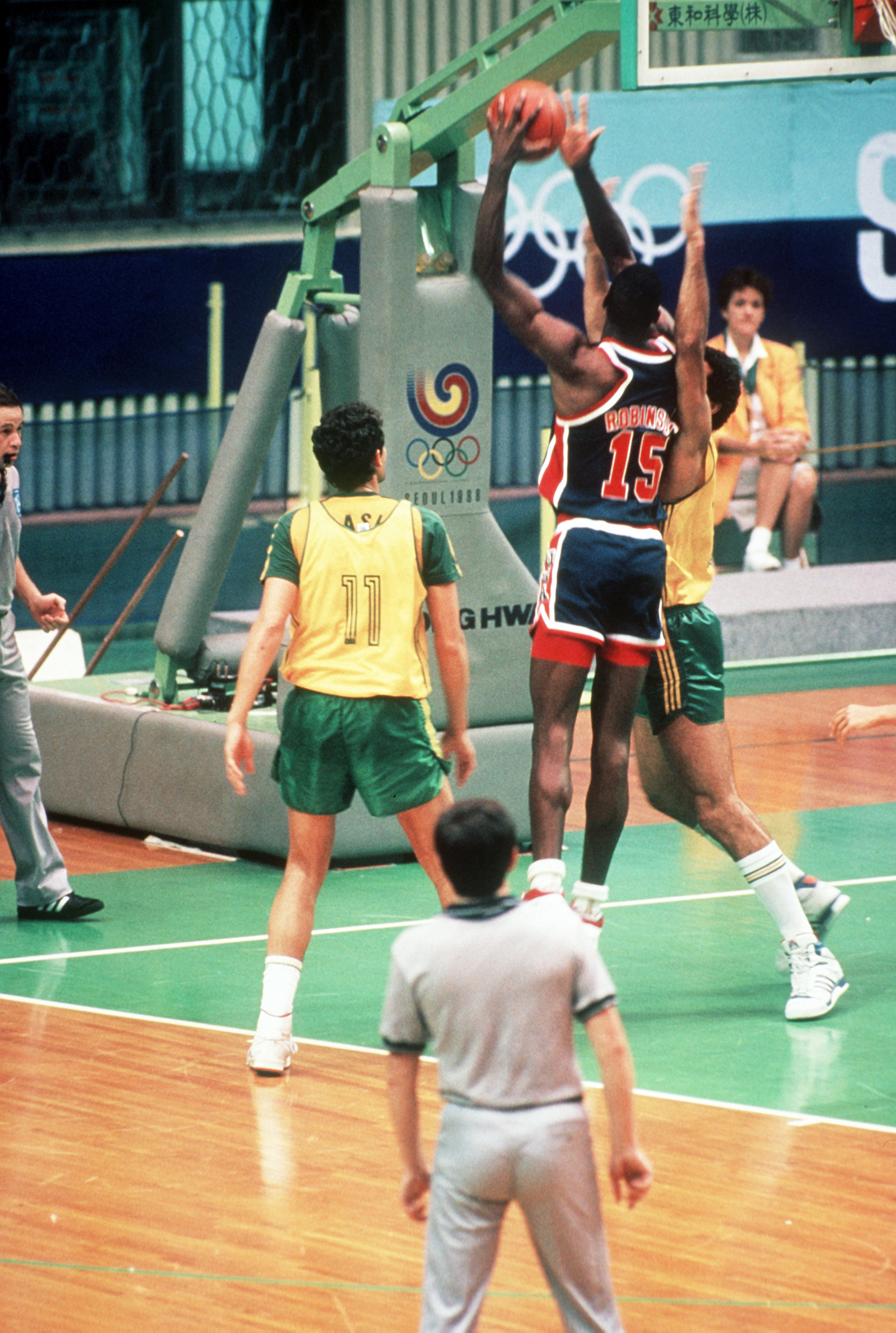
A equipe americana enfrenta a seleção brasileira nos Jogos de Seul

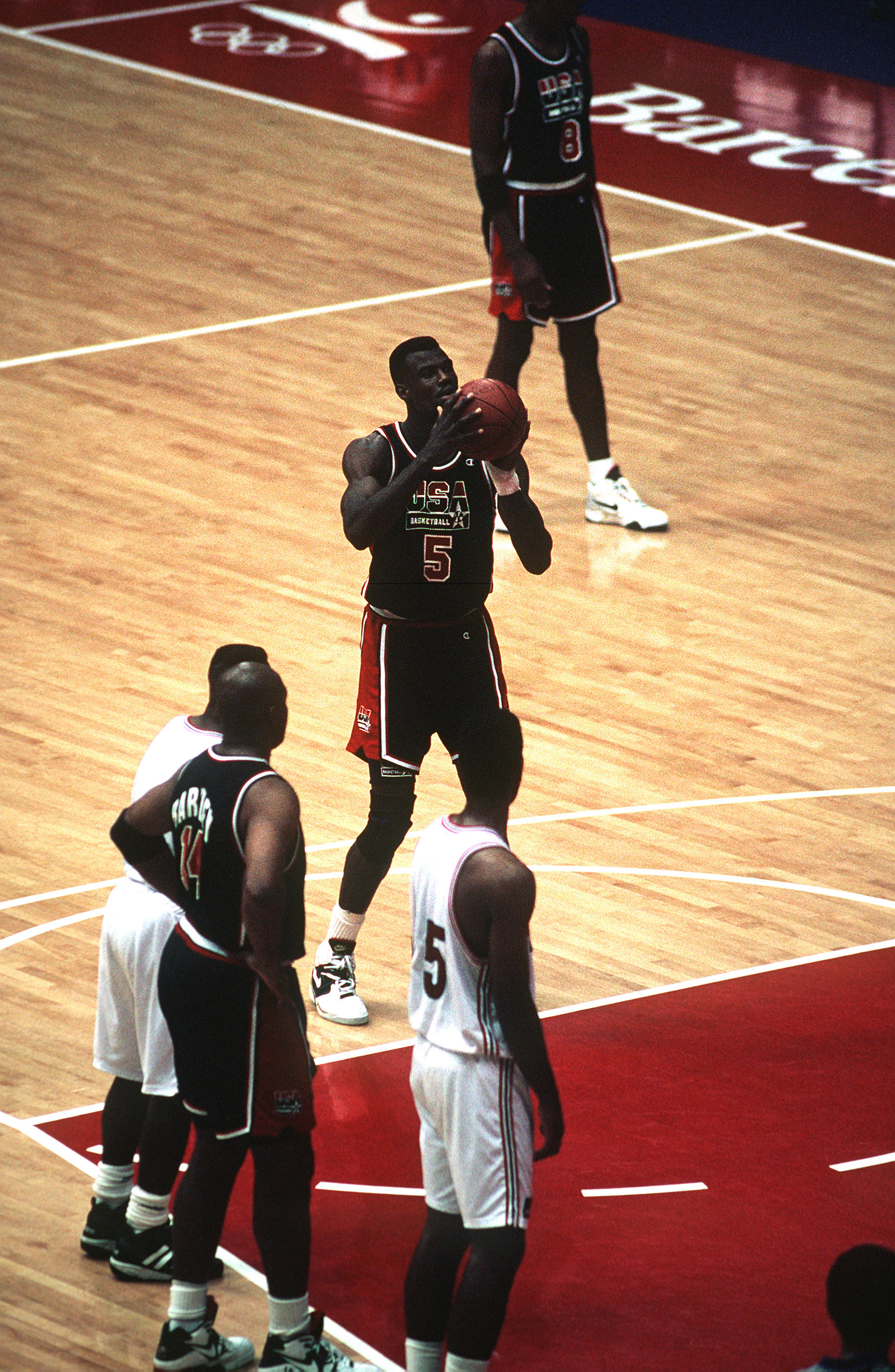
Dream Team dos Estados Unidos em 1992

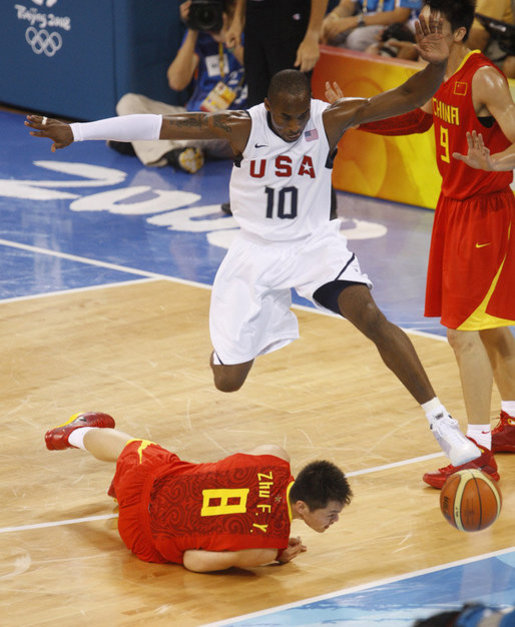
China e Estados Unidos se enfrentam pela primeira rodada do torneio masculino em Pequim 2008

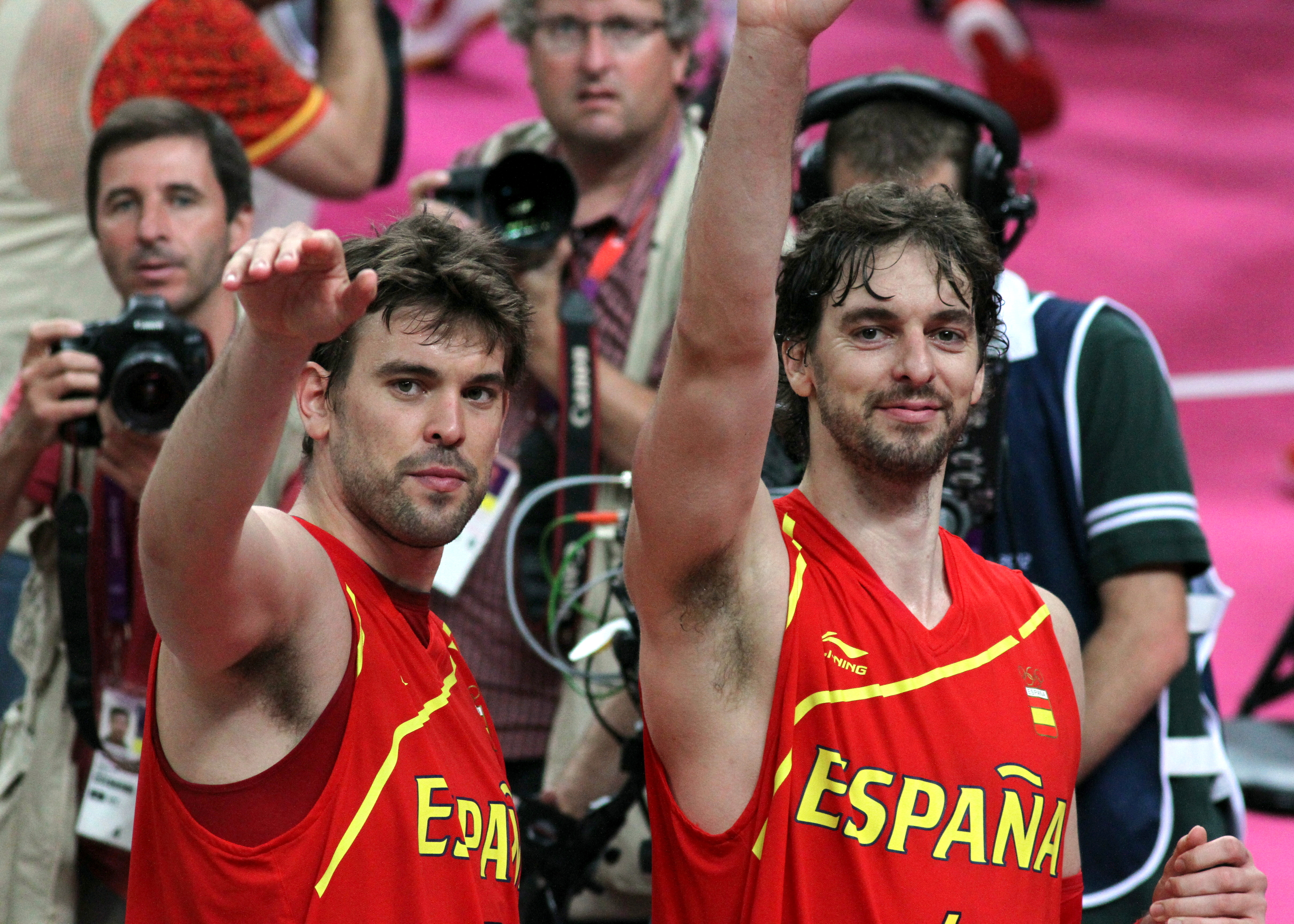
Os irmãos espanhois Marc e Pau Gasol, vice-campeões olímpicos em 2008 e 2012

| Evento                           | Ouro | Prata | Bronze |
| -------------------------------- | --- | --- | --- |
| Berlim 1936 (detalhes)           | USA Estados Unidos Sam Balter Ralph Bishop Joe Fortenberry Tex Gibbons Francis Johnson Carl Knowles Frank Lubin Art Mollner Donald Piper Jack Ragland Willard Schmidt Carl Shy Duane Swanson Bill Wheatley                            | CAN Canadá Gordon Aitchison Ian Allison Art Chapman Chuck Chapman Edward Dawson Irving Meretsky Doug Peden James Stewart Malcolm Wiseman | MEX México Carlos Borja Víctor Borja Rodolfo Choperena Luis Ignacio de la Vega Raúl Fernández Andrés Gómez Silvio Hernández Francisco Martínez Jesús Olmos José Pamplona Greer Skousen                                                                    |
| Londres 1948 (detalhes)          | USA Estados Unidos Clifford Barker Don Barksdale Ralph Beard Lew Beck Vince Boryla Gordon Carpenter Alex Groza Wallace Jones Bob Kurland Ray Lumpp Robert Pitts Jesse Renick Jackie Robinson Kenny Rollins                            | FRA França André Barrais Michel Bonnevie André Buffière René Chocat René Dérency Maurice Desaymonnet André Even Maurice Girardot Fernand Guillou Raymond Offner Jacques Perrier Yvan Quénin Lucien Rebuffic Pierre Thiolon                                       | BRA Brasil Zenny de Azevedo Luís Benvenuti João Francisco Bráz Ruy de Freitas Marcus Vinícius Dias Affonso Évora Alexandre Gemignani Alfredo da Motta Alberto Marson Nilton Pacheco de Oliveira Massinet Sorcinelli                                       |
| Helsinque 1952 (detalhes)        | USA Estados Unidos Ron Bontemps Mark Freiberger Wayne Glasgow Charlie Hoag Bill Hougland John Keller Dean Kelley Bob Kenney Bob Kurland Bill Lienhard Clyde Lovellette Frank McCabe Dan Pippin Howie Williams                         | URS União Soviética Stepas Butautas Nodar Dzhordzhikiya Anatoly Konev Otar Korkiya Heino Kruus Ilmar Kullam Justinas Lagunavičius Joann Lõssov Aleksandr Moiseyev Yuri Ozerov Kazys Petkevičius Stasys Stonkus Maigonis Valdmanis Viktor Vlasov                  | URU Uruguai Martín Acosta y Lara Enrique Baliño Victorio Cieslinskas Héctor Costa Nelson Demarco Héctor García Otero Tabaré Larre Borges Adesio Lombardo Roberto Lovera Sergio Matto Wilfredo Peláez Carlos Roselló                                       |
| Melbourne 1956 (detalhes)        | USA Estados Unidos K.C. Jones Burdette Haldorson Carl Cain Gilbert Ford Richard Boushka James Walsh Charles Darling William Evans Bill Hougland Robert Jeangerard Bill Russell Ronald Tomsic                                          | URS União Soviética Arkadi Bochkaryov Maigonis Valdmanis Viktor Zubkov Jānis Krūmiņš Algirdas Lauritėnas Valdis Muižnieks Yuri Ozerov Kazys Petkevičius Michail Semyonov Stasys Stonkus Michail Studenezki Vladimir Torban                                       | URU Uruguai Carlos Blixen Ramiro Cortes Héctor Costa Nelson Chelle Nelson Demarco Héctor García Otero Carlos Gonzáles Sergio Matto Oscar Moglia Raúl Mera Ariel Olascoaga Milton Scarón                                                                   |
| Roma 1960 (detalhes)             | USA Estados Unidos Jay Arnette Walt Bellamy Bob Boozer Terry Dischinger Burdette Haldorson Darrall Imhoff Allen Kelley Lester Lane Jerry Lucas Oscar Robertson Adrian Smith Jerry West                                                | URS União Soviética Yury Komeyev Jānis Krūmiņš Guram Minaschvili Valdis Muižnieks Cesars Ozers Aleksandr Petrov Mikhail Semyonov Vladimir Ugrekelidze Maigonis Valdmanis Albert Valtin Gennadi Volnov Viktor Zubkov                                              | BRA Brasil Edson Bispo dos Santos Moysés Blás Waldemar Blatkauskas Zenny de Azevedo Carmo de Souza Carlos Domingos Massoni Waldyr Geraldo Boccardo Wlamir Marques Amaury Pasos Fernando Pereira de Freitas Antônio Salvador Sucar Jatyr Eduardo Schall    |
| Tóquio 1964 (detalhes)           | USA Estados Unidos Jim Barnes Bill Bradley Larry Brown Joe Caldwell Mel Counts Dick Davies Walt Hazzard Lucious Jackson John McCaffrey Jeff Mullins Jerome Shipp George Wilson                                                        | URS União Soviética Armenak Alachachian Nikolai Bagley Vyacheslav Chrynin Juris Kalnins Yury Korneyev Jānis Krūmiņš Jaak Lipso Levan Mosechvili Valdis Muižnieks Aleksandr Petrov Aleksandr Travin Gennadi Volnov                                                | BRA Brasil Edson Bispo dos Santos Friedrich Wilhelm Braun Carmo de Souza Carlos Domingos Massoni Wlamir Marques Victor Mirshawka Amaury Pasos Ubiratan Pereira Maciel Antônio Salvador Sucar Jatyr Eduardo Schall José Edvar Simões Sérgio Toledo Machado |
| Cidade do México 1968 (detalhes) | USA Estados Unidos Mike Barrett John Clawson Donald Dee Calvin Fowler Spencer Haywood Bill Hosket Jim King Glynn Saulters Charles Scott Michael Silliman Kenneth Spain Joseph White                                                   | YUG Iugoslávia Dragutin Cermak Krešimir Ćosić Vladimir Cvetković Ivo Daneu Radivoj Korać Trajko Rajković Zoran Maroevic Dragoslav Ražnatović Petar Skansi Damir Solman Nikola Plećaš Aljoša Zorga                                                                | URS União Soviética Anatoli Polivoda Anatoli Krikun Vadim Kapranov Vladimir Andreev Sergei Kovalenko Modestas Paulauskas Jaak Lipso Gennadi Volnov Priit Tomson Zurab Sakandelidze Yury Selichov Sergei Belov                                             |
| Munique 1972 (detalhes)          | URS União Soviética Anatoli Polivoda Modestas Paulauskas Zurab Sakandelidze Alzhan Zharmukhamedov Aleksandr Boloshev Ivan Edeshko Sergei Belov Mikheil Korkiya Ivan Dvorny Gennadi Volnov Alexander Belov Sergei Kovalenko            | USA Estados Unidos Kenneth Davis Doug Collins Tom Henderson Mike Bantom Robert Jones Dwight Jones James Forbes Jim Brewer Tom Burleson Tom McMillen Kevin Joyce Ed Ratleff                                                                                       | CUB Cuba Juan Domecq Ruperto Herrera Juan Roca Pedro Chappé José Miguel Álvarez Rafael Cañizares Conrado Pérez Miguel Calderón Tomás Herrera Óscar Varona Alejandro Urgellés Franklin Standard                                                            |
| Montreal 1976 (detalhes)         | USA Estados Unidos Phil Ford Steve Sheppard Adrian Dantley Walter Davis Quinn Buckner Ernie Grunfeld Kenneth Carr Scott May Tate Armstrong Tom LaGarde Phil Hubbard Mitch Kupchak                                                     | YUG Iugoslávia Blagoje Georgijevski Dragan Kićanović Vinko Jelovac Rajko Žižić Željko Jerkov Andro Knego Zoran Slavnić Krešimir Ćosić Damir Solman Žarko Varajić Dražen Dalipagić Mirza Delibašić                                                                | URS União Soviética Vladimir Arsamaskov Aleksandr Salnikov Valeri Miloserdov Alzhan Zharmukhamedov Andrei Makeyev Ivan Edeshko Sergei Belov Vladimir Tkachenko Anatoly Myshkin Mikheil Korkiya Alexander Belov Vladimir Zhigily                           |
| Moscou 1980 (detalhes)           | YUG Iugoslávia Andro Knego Dragan Kićanović Rajko Žižić Mihovil Nakić Željko Jerkov Branko Skroče Zoran Slavnić Krešimir Ćosić Ratko Radovanović Duje Krstulović Dražen Dalipagić Mirza Delibašić                                     | ITA Itália Romeo Sacchetti Roberto Brunamonti Michael Silvester Enrico Gilardi Fabrizio Della Fiori Marco Solfrini Marco Bonamico Dino Meneghin Renato Villalta Renzo Vecchiato Pierluigi Marzorati Pietro Generali                                              | URS União Soviética Stanislav Yeryomin Valeri Miloserdov Sergei Tarakanov Aleksandr Salnikov Andrey Lopatov Nikolay Deryugin Sergei Belov Vladimir Tkachenko Anatoly Myshkin Sergėjus Jovaiša Alexander Belostenny Vladimir Zhigily                       |
| Los Angeles 1984 (detalhes)      | USA Estados Unidos Steve Alford Leon Wood Patrick Ewing Vern Fleming Alvin Robertson Michael Jordan Joe Kleine Jon Koncak Wayman Tisdale Chris Mullin Sam Perkins Jeffrey Turner                                                      | ESP Espanha José Manuel Beirán José Luis Llorente Fernando Arcega Josep Maria Margall Andrés Jiménez Fernando Romay Fernando Martín Espina Juan Antonio Corbalán Ignacio Solozábal Juan Domingo de la Cruz Juan Manuel López Iturriaga Juan Antonio San Epifanio | YUG Iugoslávia Dražen Petrović Aleksandar Petrović Nebojša Zorkić Rajko Žižić Ivan Sunara Emir Mutapčić Sabit Hadžić Andro Knego Ratko Radovanović Mihovil Nakić-Vojnović Dražen Dalipagić Branko Vukičević                                               |
| Seul 1988 (detalhes)             | URS União Soviética Alexander Volkov Tiit Sokk Sergei Tarakanov Šarūnas Marčiulionis Igors Miglinieks Valeri Tikhonenko Rimas Kurtinaitis Arvydas Sabonis Viktor Pankrashkin Valdemaras Chomičius Alexander Belostenny Valery Goborov | YUG Iugoslávia Dražen Petrović Zdravko Radulović Zoran Čutura Toni Kukoč Žarko Paspalj Željko Obradović Jure Zdovc Stojko Vranković Vlade Divac Franjo Arapović Dino Rađa Danko Cvjetićanin                                                                      | USA Estados Unidos Mitch Richmond Charles E. Smith Charles D. Smith Bimbo Coles Jeff Grayer Willie Anderson Stacey Augmon Dan Majerle Danny Manning J. R. Reid David Robinson Hersey Hawkins                                                              |
| Barcelona 1992 (detalhes)        | USA Estados Unidos Charles Barkley Larry Bird Clyde Drexler Patrick Ewing Magic Johnson Michael Jordan Christian Laettner Karl Malone Chris Mullin Scottie Pippen David Robinson John Stockton                                        | CRO Croácia Vladan Alanović Franjo Arapović Danko Cvjetićanin Alan Gregov Arijan Komazec Toni Kukoč Aramis Naglić Velimir Perasović Dražen Petrović Dino Rađa Žan Tabak Stojko Vranković                                                                         | LTU Lituânia Romanas Brazdauskis Valdemaras Chomičius Darius Dimavičius Gintaras Einikis Sergėjus Jovaiša Artūras Karnišovas Gintaras Krapikas Rimas Kurtinaitis Šarūnas Marčiulionis Alvydas Pazdrazdis Arvydas Sabonis Arūnas Visockas                  |
| Atlanta 1996 (detalhes)          | USA Estados Unidos Charles Barkley Grant Hill Anfernee Hardaway David Robinson Scottie Pippen Mitch Richmond Reggie Miller Karl Malone John Stockton Shaquille O'Neal Gary Payton Hakeem Olajuwon                                     | YUG Iugoslávia Miroslav Berić Dejan Bodiroga Predrag Danilović Vlade Divac Aleksandar Đorđević Nikola Lončar Saša Obradović Žarko Paspalj Željko Rebrača Zoran Savić Dejan Tomašević Milenko Topić                                                               | LTU Lituânia Gintaras Einikis Andrius Jurkūnas Artūras Karnišovas Rimas Kurtinaitis Darius Lukminas Šarūnas Marčiulionis Tomas Pačėsas Arvydas Sabonis Saulius Štombergas Rytis Vaišvila Eurelijus Žukauskas Mindaugas Žukauskas                          |
| Sydney 2000 (detalhes)           | USA Estados Unidos Shareef Abdur-Rahim Ray Allen Vin Baker Vince Carter Kevin Garnett Tim Hardaway Allan Houston Jason Kidd Antonio McDyess Alonzo Mourning Gary Payton Steve Smith                                                   | FRA França Jim Bilba Yann Bonato Makan Dioumassi Laurent Foirest Thierry Gadou Cyril Julian Crawford Palmer Antoine Rigaudeau Stéphane Risacher Laurent Sciarra Moustapha Sonko Frédéric Weis                                                                    | LTU Lituânia Dainius Adomaitis Gintaras Einikis Andrius Giedraitis Šarūnas Jasikevičius Kęstutis Marčiulionis Darius Maskoliūnas Tomas Masiulis Ramūnas Šiškauskas Darius Songaila Saulius Štombergas Mindaugas Timinskas Eurelijus Žukauskas             |
| Atenas 2004 (detalhes)           | ARG Argentina Carlos Delfino Gabriel Fernández Emanuel Ginóbili Leonardo Gutiérrez Wálter Herrmann Alejandro Montecchia Andrés Nocioni Fabricio Oberto Pepe Sánchez Luis Scola Hugo Sconochini Rubén Wolkowyski                       | ITA Itália Gianluca Basile Massimo Bulleri Roberto Chiacig Giacomo Galanda Luca Garri Denis Marconato Michele Mian Gianmarco Pozzecco Nikola Radulović Alex Righetti Rodolfo Rombaldoni Matteo Soragna                                                           | USA Estados Unidos Carmelo Anthony Carlos Boozer Tim Duncan Allen Iverson LeBron James Richard Jefferson Stephon Marbury Shawn Marion Lamar Odom Emeka Okafor Amar'e Stoudemire Dwyane Wade                                                               |
| Pequim 2008 (detalhes)           | USA Estados Unidos Carlos Boozer Jason Kidd LeBron James Deron Williams Michael Redd Dwyane Wade Kobe Bryant Dwight Howard Chris Bosh Chris Paul Tayshaun Prince Carmelo Anthony                                                      | ESP Espanha Pau Gasol Rudy Fernández Ricky Rubio Juan Carlos Navarro José Calderón Felipe Reyes Carlos Jiménez Raül López Berni Rodríguez Marc Gasol Álex Mumbrú Jorge Garbajosa                                                                                 | ARG Argentina Carlos Delfino Manu Ginóbili Román González Leonardo Gutiérrez Juan Pedro Gutiérrez Federico Kammerichs Andrés Nocioni Fabricio Oberto Antonio Porta Pablo Prigioni Paolo Quinteros Luis Scola                                              |
| Londres 2012 (detalhes)          | USA Estados Unidos Tyson Chandler Kevin Durant LeBron James Russell Westbrook Deron Williams Andre Iguodala Kobe Bryant Kevin Love James Harden Chris Paul Anthony Davis Carmelo Anthony                                              | ESP Espanha Pau Gasol Rudy Fernández Sergio Rodríguez Juan Carlos Navarro José Calderón Felipe Reyes Víctor Claver Fernando San Emeterio Sergio Llull Marc Gasol Serge Ibaka Víctor Sada                                                                         | RUS Rússia Alexey Shved Timofey Mozgov Sergey Karasev Vitaly Fridzon Alexander Kaun Evgeny Voronov Viktor Khryapa Semyon Antonov Sergei Monia Dmitri Khvostov Anton Ponkrashov Andrei Kirilenko                                                           |
| Rio 2016 (detalhes)              | USA Estados Unidos Jimmy Butler Kevin Durant DeAndre Jordan Kyle Lowry Harrison Barnes DeMar DeRozan Kyrie Irving Klay Thompson DeMarcus Cousins Paul George Draymond Green Carmelo Anthony                                           | SRB Sérvia Miloš Teodosić Marko Simonović Bogdan Bogdanović Stefan Marković Nikola Kalinić Nemanja Nedović Stefan Birčević Miroslav Raduljica Nikola Jokić Vladimir Štimac Stefan Jović Milan Mačvan                                                             | ESP Espanha Pau Gasol Rudy Fernández Sergio Rodríguez Juan Carlos Navarro José Calderón Felipe Reyes Víctor Claver Willy Hernangómez Álex Abrines Sergio Llull Nikola Mirotić Ricky Rubio                                                                 |
| Tóquio 2020 (detalhes)           | USA Estados Unidos Keldon Johnson Zach LaVine Damian Lillard Kevin Durant Khris Middleton Jerami Grant Jayson Tatum JaVale McGee Jrue Holiday Bam Adebayo Draymond Green Devin Booker                                                 | FRA França Frank Ntilikina Timothé Luwawu-Cabarrot Thomas Heurtel Nicolas Batum Guerschon Yabusele Evan Fournier Nando de Colo Vincent Poirier Andrew Albicy Rudy Gobert Petr Cornelie Moustapha Fall                                                            | AUS Austrália Chris Goulding Patty Mills Josh Green Joe Ingles Matthew Dellavedova Nathan Sobey Matisse Thybulle Dante Exum Aron Baynes Jock Landale Duop Reath Nick Kay                                                                                  |
| Paris 2024 (detalhes)            | USA Estados Unidos Stephen Curry Anthony Edwards LeBron James Kevin Durant Derrick White Tyrese Haliburton Jayson Tatum Joel Embiid Jrue Holiday Bam Adebayo Anthony Davis Devin Booker                                               | FRA França Frank Ntilikina Nicolas Batum Andrew Albicy Guerschon Yabusele Isaïa Cordinier Evan Fournier Nando de Colo Mathias Lessort Rudy Gobert Victor Wembanyama Matthew Strazel Bilal Coulibaly                                                              | SRB Sérvia Uroš Plavšić Filip Petrušev Nikola Jović Bogdan Bogdanović Vanja Marinković Ognjen Dobrić Nikola Jokić Vasilije Micić Marko Gudurić Dejan Davidovac Aleksa Avramović Nikola Milutinov                                                          |

## Feminino

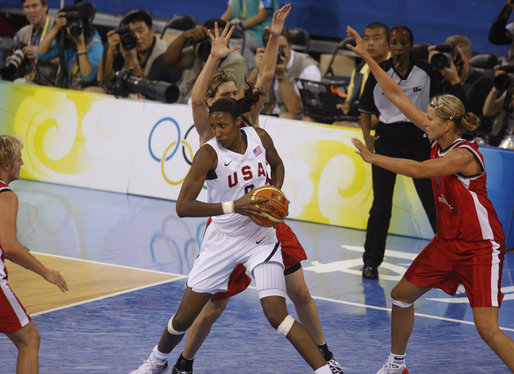
Equipe feminina dos Estados Unidos nos Jogos de Pequim 2008.

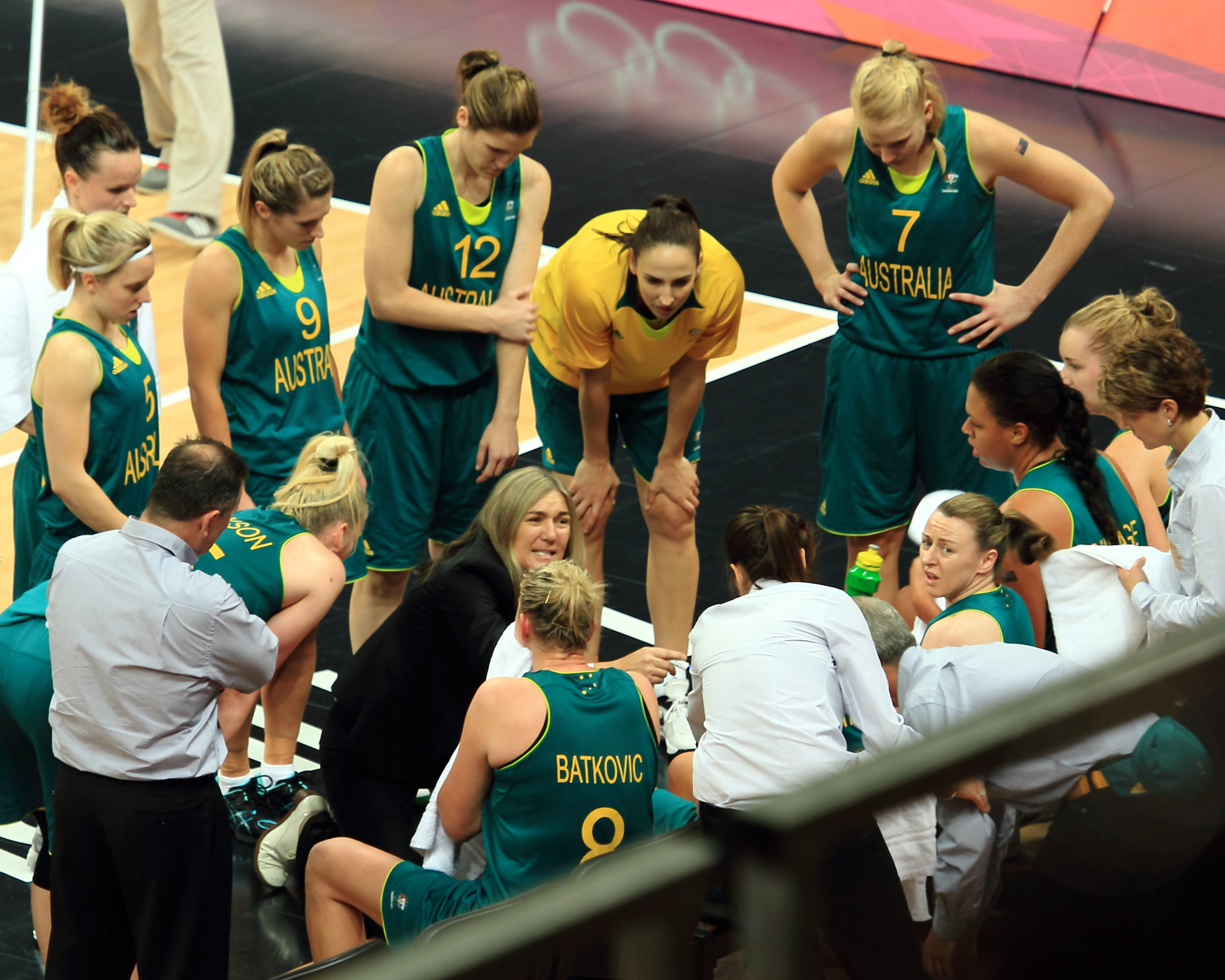
Equipe australiana medalhista de bronze durante uma partida nos Jogos de 2012.

| Evento                      | Ouro | Prata | Bronze |
| --------------------------- | --- | --- | --- |
| Montreal 1976 (detalhes)    | URS União Soviética Olga Barysheva Tamāra Dauniene Natalya Klimova Tatyana Ovechkina Angelė Rupšienė Nadezhda Shuvayeva Nadezhda Zakharova Uljana Semjonova Raisa Kurvyakova Nelli Feryabnikova Olga Sukharnova Tatiana Zakharova-Nadirova | USA Estados Unidos Cindy Brogdon Susan Rojcewicz Ann Meyers Lusia Harris Nancy Dunkle Charlotte Lewis Nancy Lieberman Gail Marquis Patricia Roberts Mary Anne O'Connor Patricia Head Julienne Simpson                              | BUL Bulgária Krasimira Bogdanova Diana Dilova Krasimira Gyurova Penka Metodieva Snezhana Mikhaylova Girgina Skerlatova Mariya Stoyanova Margarita Shtarkelova Petkana Makaveeva Nadka Golcheva Penka Stoyanova Todorka Yordanova |
| Moscou 1980 (detalhes)      | URS União Soviética Olga Barysheva Tatyana Ivinskaya Nelli Feryabnikova Vida Beselienė Tatyana Ovechkina Angelė Rupšienė Lyubov Sharmay Uljana Semjonova Tatiana Zakharova-Nadirova Olga Sukharnova Nadezhda Shuvayeva Lyudmila Rogozhina  | BUL Bulgária Krasimira Bogdanova Vanya Dermendzhieva Silviya Germanova Petkana Makaveeva Nadka Golcheva Penka Stoyanova Evladiya Slavcheva Kostadinka Radkova Snezhana Mikhaylova Angelina Mikhaylova Penka Metodieva Diana Dilova | YUG Iugoslávia Vera Djurašković Mersada Bećirspahić Jelica Komnenović Mira Bjedov Vukica Mitić Sanja Ožegović Sofija Pekić Marija Tonković Zorica Ðurković Vesna Despotović Biljana Majstorović Jasmina Perazić                  |
| Los Angeles 1984 (detalhes) | USA Estados Unidos Teresa Edwards Lea Henry Lynette Woodard Anne Donovan Cathy Boswell Cheryl Miller Janice Lawrence Cindy Noble Kim Mulkey Denise Curry Pamela McGee Carol Menken-Schaudt                                                 | KOR Coreia do Sul Choi Aei-young Kim Eun-sook Lee Hyung-sook Choi Kyung-hee Lee Mi-ja Moon Kyung-ja Kim Hwa-soon Jeong Myung-hee Kim Young-hee Sung Jung-a Park Chan-sook                                                          | CHN China Chen Yuefang Li Xiaoqin Ba Yan Song Xiaobo Qui Chen Wang Jun Xiu Lijuan Zheng Haixia Cong Xuedi Zhang Hui Liu Qing Zhang Yueqin                                                                                        |
| Seul 1988 (detalhes)        | USA Estados Unidos Teresa Edwards Kamie Ethridge Cynthia Brown Anne Donovan Teresa Weatherspoon Bridgette Gordon Vicky Bullett Andrea Lloyd Katrina McClain Jennifer Gillom Cynthia Cooper Suzanne McConnell                               | YUG Iugoslávia Stojna Vangelovska Mara Lakić Žana Lelas Eleonora Vild Kornelija Kvesić Danira Nakić Slađana Golić Polona Dornik Razija Mujanović Vesna Bajkuša Anđelija Arbutina Bojana Milošević                                  | URS União Soviética Olga Buryakina Yelena Khudashova Vitalija Tuomaitė Olga Yakovleva Galina Savitskaya Aleksandra Leonova Olga Yevkova Irina Sumnikova Irina Minkh Irina Gerlits Olesya Barel Natalya Zasulskaya                |
| Barcelona 1992 (detalhes)   | EUN Equipa Unificada Elen Bunatyants Irina Sumnikova Maryna Tkachenko Irina Minkh Irina Gerlits Svetlana Zaboluyeva Natalya Zasulskaya Olena Zhyrko Elena Tornikidou Yelena Shvaybovich Yelena Khudashova Yelena Baranova                  | CHN China Cong Xuedi He Jun Li Dongmei Li Xin Liu Jun Liu Qing Peng Ping Wang Fang Zhan Shuping Zheng Dongmei Zheng Haixia | USA Estados Unidos Vicky Bullett Daedra Charles Cynthia Cooper Clarissa Davis Medina Dixon Teresa Edwards Tammy Jackson Carolyn Jones Katrina McClain Suzanne McConnell Vickie Orr Teresa Weatherspoon                           |
| Atlanta 1996 (detalhes)     | USA Estados Unidos Jennifer Azzi Ruthie Bolton Teresa Edwards Venus Lacy Lisa Leslie Rebecca Lobo Katrina McClain Nikki McCray Carla McGhee Dawn Staley Katy Steding Sheryl Swoopes                                                        | BRA Brasil Roseli Gustavo Marta Sobral Sílvia Luz Alessandra Oliveira Cíntia Santos Cláudia Pastor Hortência Marcari Adriana Santos Maria Angelica Janeth Arcain Maria Paula Silva Leila Sobral                                    | AUS Austrália Robyn Maher Rachael Sporn Michele Timms Michelle Brogan Trisha Fallon Allison Cook Carla Boyd Sandy Brondello Shelley Sandie Fiona Robinson Michelle Chandler                                                      |
| Sydney 2000 (detalhes)      | USA Estados Unidos Teresa Edwards Yolanda Griffith Chamique Holdsclaw Ruthie Bolton Lisa Leslie Nikki McCray DeLisha Milton-Jones Katie Smith Dawn Staley Sheryl Swoopes Natalie Williams Kara Wolters                                     | AUS Austrália Carla Boyd Sandy Brondello Trisha Fallon Michelle Griffiths Kristi Harrower Jo Hill Lauren Jackson Annie La Fleur Shelley Sandie Rachael Sporn Michele Timms Jennifer Whittle                                        | BRA Brasil Janeth Arcain Ilisaine Karen David Lilian Gonçalves Helen Luz Sílvia Luz Cláudia das Neves Alessandra Oliveira Adriana Moisés Pinto Adriana Santos Cíntia Santos Kelly Santos Marta Sobral                            |
| Atenas 2004 (detalhes)      | USA Estados Unidos Sue Bird Swin Cash Tamika Catchings Yolanda Griffith Shannon Johnson Lisa Leslie Ruth Riley Katie Smith Dawn Staley Sheryl Swoopes Diana Taurasi Tina Thompson                                                          | AUS Austrália Suzy Batkovic Sandy Brondello Trisha Fallon Kristi Harrower Lauren Jackson Natalie Porter Alicia Poto Belinda Snell Rachael Sporn Laura Summerton Penny Taylor Allison Tranquilli                                    | RUS Rússia Anna Arkhipova Olga Arteshina Yelena Baranova Diana Goustilina Maria Kalmykova Elena Karpova Ilona Korstin Irina Osipova Oxana Rakhmatulina Tatiana Shchegoleva Maria Stepanova Natalia Vodopyanova                   |
| Pequim 2008 (detalhes)      | USA Estados Unidos Seimone Augustus Sue Bird Tamika Catchings Sylvia Fowles Kara Lawson Lisa Leslie DeLisha Milton-Jones Candace Parker Cappie Pondexter Katie Smith Diana Taurasi Tina Thompson                                           | AUS Austrália Erin Phillips Tully Bevilaqua Jennifer Screen Penny Taylor Suzy Batkovic Hollie Grima Kristi Harrower Laura Summerton Belinda Snell Emma Randall Rohanee Cox Lauren Jackson                                          | RUS Rússia Marina Kuzina Oxana Rakhmatulina Natalia Vodopyanova Becky Hammon Marina Karpunina Tatiana Shchegoleva Ilona Korstin Maria Stepanova Yekaterina Lisina Irina Sokolovskaya Svetlana Abrosimova Irina Osipova           |
| Londres 2012 (detalhes)     | USA Estados Unidos Lindsay Whalen Seimone Augustus Sue Bird Maya Moore Angel McCoughtry Asjha Jones Tamika Catchings Swin Cash Diana Taurasi Sylvia Fowles Tina Charles Candace Parker                                                     | FRA França Isabelle Yacoubou Endéné Miyem Clémence Beikes Sandrine Gruda Edwige Lawson-Wade Céline Dumerc Florence Lepron Émilie Gomis Marion Laborde Élodie Godin Emmeline Ndongue Jennifer Digbeu                                | AUS Austrália Suzy Batkovic Abby Bishop Liz Cambage Kristi Harrower Lauren Jackson Rachel Jarry Kathleen MacLeod Jenna O'Hea Samantha Richards Jennifer Screen Belinda Snell Laura Summerton                                     |
| Rio 2016 (detalhes)         | USA Estados Unidos Lindsay Whalen Seimone Augustus Sue Bird Maya Moore Angel McCoughtry Breanna Stewart Tamika Catchings Elena Delle Donne Diana Taurasi Sylvia Fowles Tina Charles Brittney Griner                                        | ESP Espanha Leticia Romero Laura Nicholls Silvia Domínguez Alba Torrens Laia Palau Marta Xargay Leonor Rodríguez Lucila Pascua Anna Cruz Laura Quevedo Laura Gil Astou Ndour                                                       | SRB Sérvia Tamara Radočaj Sonja Petrović Saša Čađo Sara Krnjić Nevena Jovanović Jelena Milovanović Dajana Butulija Dragana Stanković Aleksandra Crvendakić Milica Dabović Ana Dabović Danielle Page                              |
| Tóquio 2020 (detalhes)      | USA Estados Unidos Jewell Loyd Skylar Diggins-Smith Sue Bird Ariel Atkins Chelsea Gray A'ja Wilson Breanna Stewart Napheesa Collier Diana Taurasi Sylvia Fowles Tina Charles Brittney Griner                                               | JPN Japão Moeko Nagaoka Maki Takada Naho Miyoshi Rui Machida Nako Motohashi Nanako Todo Saki Hayashi Evelyn Mawuli Saori Miyazaki Yuki Miyazawa Himawari Akaho Monica Okoye                                                        | FRA França Marine Fauthoux Endéné Miyem Alexia Chartereau Sandrine Gruda Helena Ciak Sarah Michel Valériane Vukosavljević Iliana Rupert Gabby Williams Marine Johannès Alix Duchet Diandra Tchatchouang                          |
| Paris 2024 (detalhes)       | USA Estados Unidos Jewell Loyd Kelsey Plum Sabrina Ionescu Kahleah Copper Chelsea Gray A'ja Wilson Breanna Stewart Napheesa Collier Diana Taurasi Jackie Young Alyssa Thomas Brittney Griner                                               | FRA França Marine Fauthoux Alexia Chery Sarah Michel Valériane Ayayi Iliana Rupert Janelle Salaün Dominique Malonga Gabby Williams Marième Badiane Marine Johannès Leïla Lacan Romane Bernies                                      | AUS Austrália Jade Melbourne Kristy Wallace Stephanie Talbot Tess Madgen Alanna Smith Ezi Magbegor Marianna Tolo Cayla George Amy Atwell Isobel Borlase Lauren Jackson Sami Whitcomb                                             |

## 3x3 masculino
| Evento                 | Ouro                                                                            | Prata                                                                    | Bronze                                                                             |
| ---------------------- | ------------------------------------------------------------------------------- | ------------------------------------------------------------------------ | ---------------------------------------------------------------------------------- |
| Tóquio 2020 (detalhes) | LAT Letônia Nauris Miezis Kārlis Lasmanis Edgars Krūmiņš Agnis Čavars           | ROC Stanislav Sharov Alexander Zuev Ilia Karpenkov Kirill Pisklov        | SRB Sérvia Aleksandar Ratkov Dejan Majstorović Mihailo Vasić Dušan Domović Bulut   |
| Paris 2024 (detalhes)  | NED Países Baixos Jan Driessen Dimeo van der Horst Arvin Slagter Worthy de Jong | FRA França Lucas Dussoulier Timothé Vergiat Jules Rambaut Franck Seguela | LTU Lituânia Šarūnas Vingelis Gintautas Matulis Aurelijus Pukelis Evaldas Džiaugys |

## 3x3 feminino
| Evento                 | Ouro                                                                         | Prata                                                                            | Bronze                                                                       |
| ---------------------- | ---------------------------------------------------------------------------- | -------------------------------------------------------------------------------- | ---------------------------------------------------------------------------- |
| Tóquio 2020 (detalhes) | USA Estados Unidos Kelsey Plum Jackie Young Stefanie Dolson Allisha Gray     | ROC Yulia Kozik Anastasia Logunova Olga Frolkina Evgeniia Frolkina               | CHN China Yang Shuyu Zhang Zhiting Wan Jiyuan Wang Lili                      |
| Paris 2024 (detalhes)  | GER Alemanha Marie Reichert Elisa Mevius Sonja Greinacher Svenja Brunckhorst | ESP Espanha Vega Gimeno Sandra Ygueravide Juana Camilión Gracia Alonso de Armiño | USA Estados Unidos Dearica Hamby Cierra Burdick Hailey Van Lith Rhyne Howard |